# Sjas'
Il Sjas' (in russo Сясь?) è un fiume della Russia tributario del  lago Ladoga. Scorre nell'oblast' di Leningrado e nell'oblast' di Novgorod.
Il fiume ha origine dalle paludi sul versante occidentale del Rialto del Valdaj, scorre lungo la pianura del Ladoga e sfocia nella baia del Volchov (Волховская губа) del lago Ladoga, a est della foce del Volchov. È incluso nel sistema idrico di Tichvin (Тихвинская водная система). Ha una lunghezza di 260 km e il suo bacino è di 7 330 km². L'altezza della foce è di 4,3 m sul livello del mare. La portata d'acqua media annua è di 53 m³/s a 27 km dalla foce. Gela a novembre, a volte a dicembre-gennaio, fino ad aprile.
Il bacino del Syas' si trova (parzialmente) nei distretti Volchovskij, Tichvinskij e Boksitogorskij dell'oblast' di Leningrado e nel distretto Ljubytinskij dell'oblast' di Novgorod. È collegato al bacino del Volga attraverso il suo grande affluente destro Tichvinka, il canale Tichvin e i fiumi Čagodošča e Mologa. Poco prima della foce tocca la città di Sjas'stroj. Lungo il suo affluente Tichvinka si trova la città di Tichvin.